# Nibley (Utah)
Nibley es una ciudad del condado de Cache, estado de Utah, Estados Unidos. Fue incorporada en 1937. Recibe el nombre por Charles W. Nibley, un líder de la Iglesia de Jesucristo de los Santos de los Últimos Días. Según el censo de 2000 la población era de 2.045 habitantes. Se encuentra incluida en el área estadística de Logan-Idaho (parcial).

## Geografía

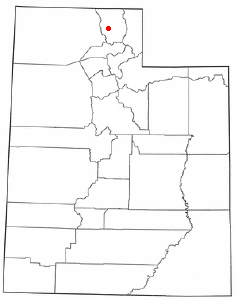
Localización de Nibley, Utah.

Nibley se encuentra en las coordenadas 41°40′2″N 111°50′37″O / 41.66722, -111.84361.
Según la oficina del censo de Estados Unidos, la ciudad tiene una superficie total de 8,6 km². No tiene superficie cubierta de agua.
- Datos: Q483245
- Multimedia: Nibley, Utah / Q483245